# Canneraie

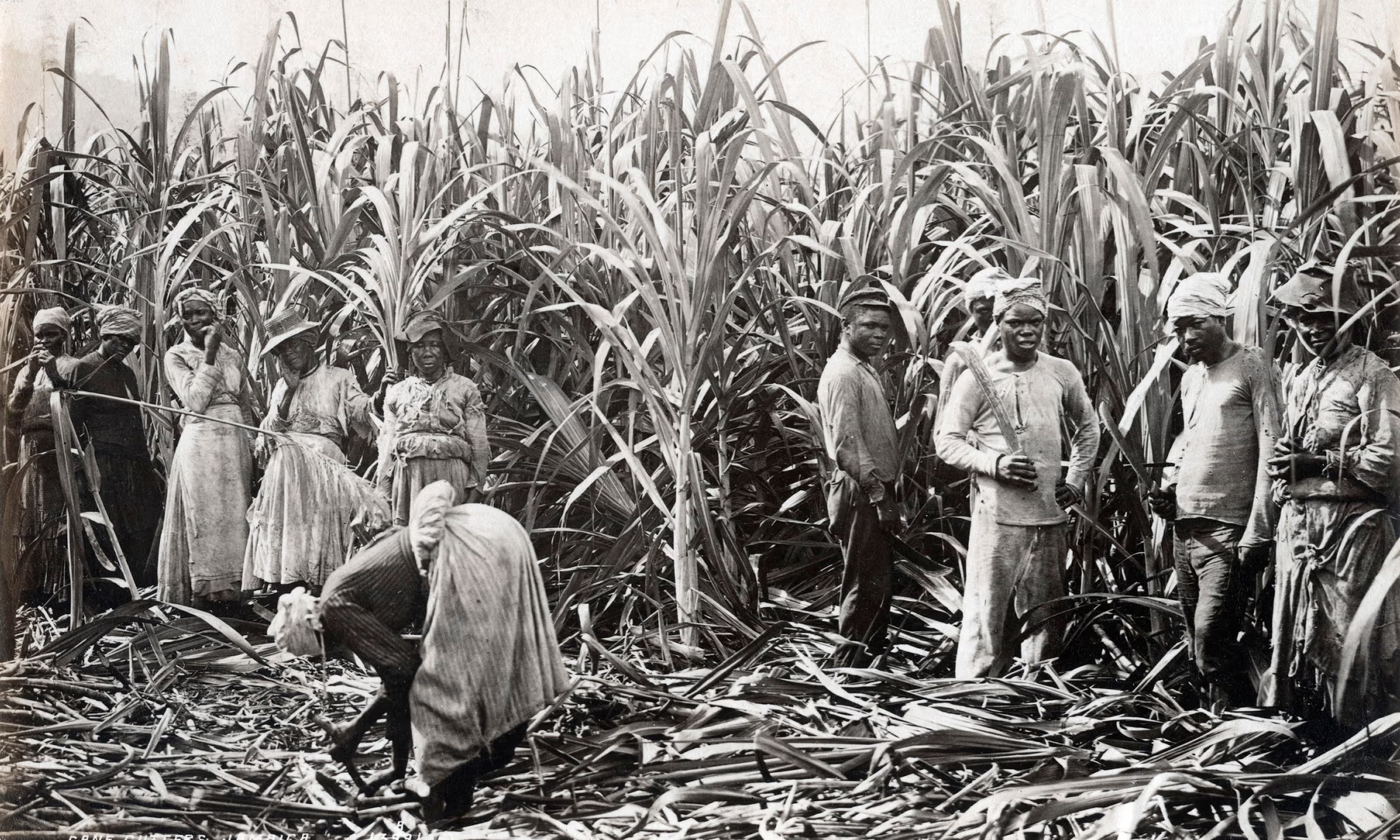
Une canneraie en Jamaïque en 1891.

Une canneraie, ou plantation de cannes à sucre, est un espace où est pratiquée la culture de la canne à sucre. Longtemps le lieu privilégié de l'exploitation des esclaves dans les colonies, elle sert de décor à de nombreux ouvrages de la littérature antillaise ou réunionnaise.